# Progreso de Obregón
Progreso de Obregón és un municipi de l'estat d'Hidalgo. Progreso és el cap de municipi i principal centre de població d'aquesta municipalitat. Aquest municipi és a la part central de l'estat d'Hidalgo. Limita al nord amb el municipi de Tlahuelilpan, al sud amb Tetepango, l'oest amb Mixquiahuala i a l'est amb Francisco I Madero.